# 离散余弦变换

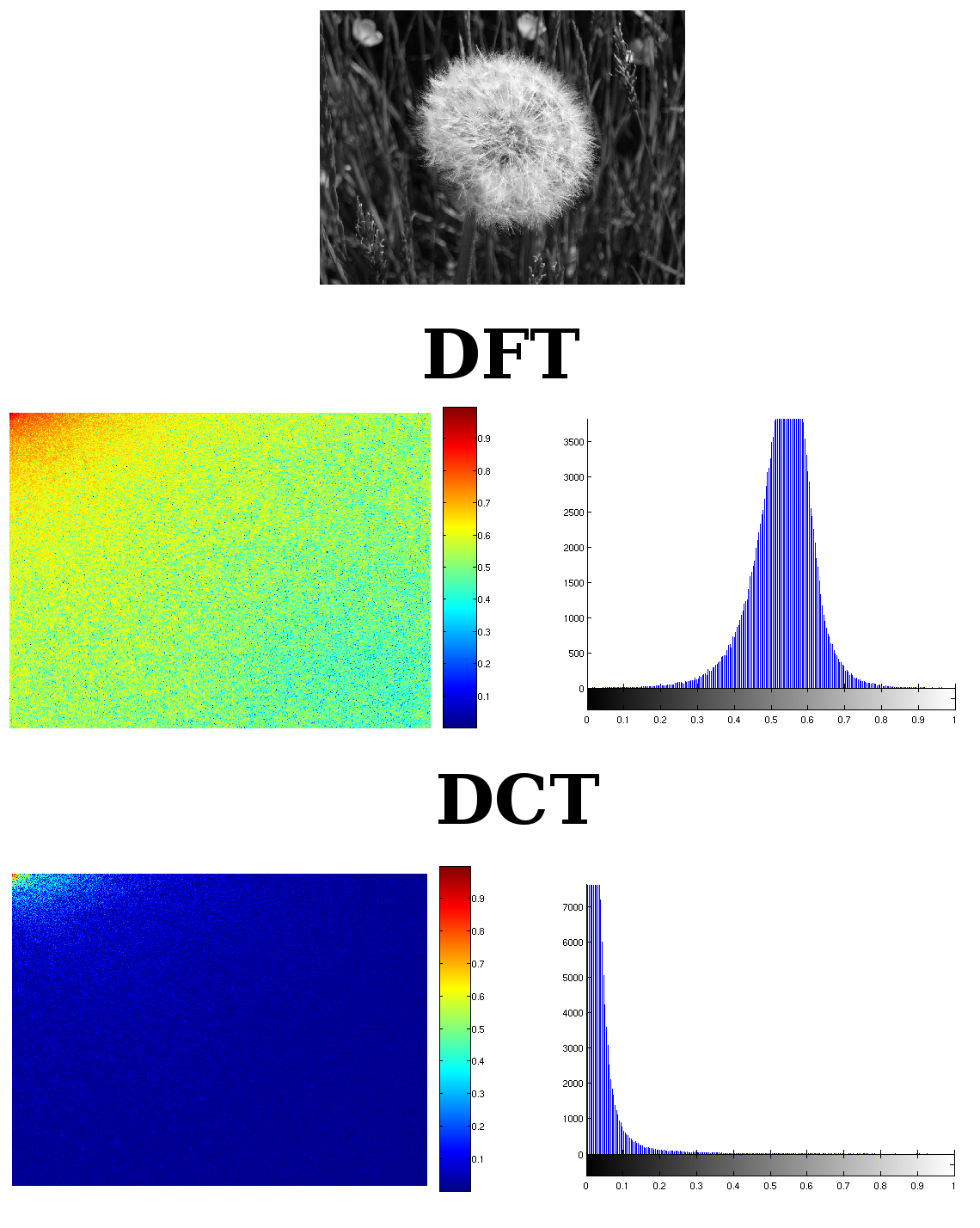
2d DCT（type II） 與离散傅里叶变换的比較.

离散余弦变换（英語：discrete cosine transform, DCT）是与傅里叶变换相关的一种变换，类似于离散傅里叶变换，但是只使用实数。离散余弦变换相当于一个长度大概是它两倍的离散傅里叶变换，这个离散傅里叶变换是对一个实偶函数进行的（因为一个实偶函数的傅里叶变换仍然是一个实偶函数），在有些变形里面需要将输入或者输出的位置移动半个单位（DCT有8种标准类型，其中4种是常见的）。
最常用的一种离散余弦变换的类型是下面给出的第二种类型，通常我们所说的离散余弦变换指的就是这种。它的逆，也就是下面给出的第三种类型，通常相应的被称为「反离散余弦变换」，「逆离散余弦变换」或者「IDCT」。
有两个相关的变换，一个是离散正弦变换，它相当于一个长度大概是它两倍的实奇函数的离散傅里叶变换；另一个是改进的离散余弦变换，它相当于对交叠的数据进行离散余弦变换。

## 应用
离散余弦变换，尤其是它的第二种类型，经常被信号处理和图像处理使用，用于对信号和图像进行有损数据压缩。这是由于离散余弦变换具有很强的「能量集中」特性：大多数的信号資訊（包括声音和图像）往往集中在离散余弦变换后的低频部分，而且当信号具有接近马尔可夫过程的统计特性时，离散余弦变换的去相关性接近于K-L变换（变换——它具有最优的去相关性）的性能。
例如，在图像编码标准JPEG與視訊编码标准MJPEG和MPEG的各个标准中都使用了离散余弦变换。在这些标准制中都使用了二维的第二种类型离散余弦变换，并将结果进行量化之后进行熵编码。这时对应第二种类型离散余弦变换中的n通常是8，并用该公式对每个8x8块的每行进行变换，然后每列进行变换。得到的是一个8x8的变换系数矩阵。其中（0,0）位置的元素就是直流分量，矩阵中的其他元素根据其位置表示不同频率的交流分量。
一个类似的变换，改进的离散余弦变换被用在高级音频编码、Vorbis和MP3音频压缩当中。
离散余弦变换也经常被用来使用谱方法来解偏微分方程，这时候离散余弦变换的不同的变量对应着数组两端不同的奇/偶边界条件。

### 常見應用
- 音频信号处理 — 音訊編碼、音訊資料壓縮（有損和無損）[1]、環繞聲[2]、回音消除、音位辨識、時域混疊消除法（TDAC）[3]
  - 數位音訊[4]
  - 數位廣播 — 數位聲音廣播（DAB+）[5]
  - 語音處理 — 語音編碼[6][7]、語音辨識、語音活性檢測（VAD）[3]
  - 數位電話 — VoIP[6]、行動電話、視訊通話[4][7]
- 生物辨識技術 — 指紋定向、臉部辨識系統、生物辨識浮水印、掌紋辨識[3]
  - 人臉檢測[3]

## 形式化定义
形式上来看，离散余弦变换是一个线性的可逆函数{\displaystyle F:R^{n}\rightarrow R^{n}}其中R是实数集，或者等价的说一个{\displaystyle n\times n}的方阵。离散余弦变换有几种变形的形式， 它们都是根据下面的某一个公式把{\displaystyle n}个实数{\displaystyle x_{0},\ldots ,x_{n-1}}变换到另外{\displaystyle n}个实数{\displaystyle f_{0},\ldots ,f_{n-1}}的操作。

### DCT-I
{\displaystyle f_{m}={\frac {1}{2}}(x_{0}+(-1)^{m}x_{n-1})+\sum _{k=1}^{n-2}x_{k}\cos \left[{\frac {\pi }{n-1}}mk\right]}
有些人认为应该将{\displaystyle x_{0}}和{\displaystyle x_{n-1}}乘以{\displaystyle {\sqrt {2}}}，相应的将{\displaystyle f_{0}}和{\displaystyle f_{n-1}}乘以{\displaystyle {\frac {1}{\sqrt {2}}}}。这样做的结果是这种DCT-I矩阵变为了正交矩阵（再乘一个系数的话），但是这样就不能直接和一个实偶离散傅里叶变换对应了。
一个{\displaystyle n=5}的对实数abcde的DCT-I型变换等价于一个8点的对实数abcdedcb（偶对称）的DFT变换，结果再除以2（对应的，DCT-II~DCT-IV相对等价的DFT有一个半个抽样的位移）。需要指出的是，DCT-I不适用于{\displaystyle n<2}的情况（其它的DCT类型都适用于所有的整数n）。
所以，DCT-I暗示的边界条件是：{\displaystyle x_{k}}相对于{\displaystyle k=0}点偶对称，并且相对于{\displaystyle k=n-1}点偶对称； 对{\displaystyle f_{m}}的情况也类似。

### DCT-II
{\displaystyle f_{m}=\sum _{k=0}^{n-1}x_{k}\cos \left[{\frac {\pi }{n}}m\left(k+{\frac {1}{2}}\right)\right]}
DCT-II大概是最常用的一种形式，通常直接被称为DCT。
有些人更进一步的将{\displaystyle f_{0}}再乘以{\displaystyle {\frac {1}{\sqrt {2}}}}（参见下面的DCT-III型的对应修改）。这将使得DCT-II成为正交矩阵（再乘一个系数的话），但是这样就不能直接和一个有半个抽样位移的实偶离散傅里叶变换对应了。
所以，DCT-II暗示的边界条件是：{\displaystyle x_{k}}相对于{\displaystyle k=-{\frac {1}{2}}}点偶对称，并且相对于{\displaystyle k=n-{\frac {1}{2}}}点奇对称； 对{\displaystyle f_{m}}相对于{\displaystyle m=0}点偶对称，并且相对于{\displaystyle m=n}点奇对称。

### DCT-III
{\displaystyle f_{m}={\frac {1}{2}}x_{0}+\sum _{k=1}^{n-1}x_{k}\cos \left[{\frac {\pi }{n}}\left(m+{\frac {1}{2}}\right)k\right]}
因为这是DCT-II的逆变换（再乘一个系数的话），这种变形通常被简单的称为逆离散余弦变换。
有些人更进一步的将{\displaystyle x_{0}}再乘以{\displaystyle {\sqrt {2}}}（参见上面的DCT-II型的对应修改），这将使得DCT-III成为正交矩阵（再乘一个系数的话），但是这样就不能直接和一个结果有半个抽样位移的实偶离散傅里叶变换对应了。
所以，DCT-III暗示的边界条件是：{\displaystyle x_{k}}相对于{\displaystyle k=0}点偶对称，并且相对于{\displaystyle k=n}点奇对称； 对{\displaystyle f_{m}}相对于{\displaystyle m=-{\frac {1}{2}}}点偶对称，并且相对于{\displaystyle m=n-{\frac {1}{2}}}点偶对称。

### DCT-IV
{\displaystyle f_{m}=\sum _{k=0}^{n-1}x_{k}\cos \left[{\frac {\pi }{n}}\left(m+{\frac {1}{2}}\right)\left(k+{\frac {1}{2}}\right)\right]}
DCT-IV对应的矩阵是正交矩阵（再乘一个系数的话）。
一种DCT-IV的变形，将不同的变换的数据重叠起来，被称为改进的离散余弦变换。
DCT-IV暗示的边界条件是：{\displaystyle x_{k}}相对于{\displaystyle k=-{\frac {1}{2}}}点偶对称，并且相对于{\displaystyle k=n-{\frac {1}{2}}}点奇对称；对{\displaystyle f_{m}}类似。

### DCT V~VIII
上面提到的DCT I~IV是和偶数阶的实偶DFT对应的。原则上，还有四种DCT变换（Martucci, 1994）是和奇数阶的实偶DFT对应的，它们在分母中都有一个{\displaystyle n+{\frac {1}{2}}}的系数。但是在实际应用中，这几种变型很少被用到。
最平凡的和奇数阶的实偶DFT对应的DCT是1阶的DCT（1也是奇数），可以说变换只是乘上一个系数{\displaystyle a}而已，对应于DCT-V的长度为1的状况。

## 反变换
DCT-I的反变换是把DCT-I乘以系数{\displaystyle {\frac {2}{n-1}}}。
DCT-IV的反变换是把DCT-IV乘以系数{\displaystyle {\frac {2}{n}}}。
DCT-II的反变换是把DCT-III乘以系数{\displaystyle {\frac {2}{n}}}，反之亦然。
和离散傅里叶变换类似，变化前面的归一化系数仅仅是常规而已，改变这个系数并不改变变换的性质。例如，有些人喜欢在DCT-II变换的前面乘以{\displaystyle {\sqrt {\frac {2}{n}}}}，这样反变换从形式上就和变换更相似，而不需要另外的归一化系数。

## 计算
尽管直接使用公式进行变换需要进行{\displaystyle O(n^{2})}次操作，但是和快速傅里叶变换类似，我们有复杂度为{\displaystyle O(n\log(n))}的快速算法，这就是常常被称做蝶形变换的一种分解算法。另外一种方法是通过快速傅里叶变换来计算DCT，这时候需要{\displaystyle O(n)}的预操作和后操作。
以下簡單介紹兩種利用DFT來計算DCT-II的方法

### 方法一[8]
令輸入信號為{\displaystyle x(n)\,,n=0,1,...,N-1}
並將{\displaystyle y(n)}以{\displaystyle x(n)}在{\displaystyle (2N-1)/2}處對稱表示
即{\displaystyle y(n)=\left\{{\begin{matrix}x(n),&{\mbox{if }}n=0,1,...,N-1\\x(2N-n-1),&{\mbox{if }}n=N,N+1,...2N-1\end{matrix}}\right.}
此時令{\displaystyle W_{2N}} 表示 {\displaystyle e^{\frac {-j2\pi }{2N}}}
則{\displaystyle y(n)}之DFT為
{\displaystyle Y(m)=\Sigma _{n=0}^{2N-1}y(n)W_{2N}^{nm}}
將{\displaystyle Y(m)} 做以下化簡
{\displaystyle {\begin{aligned}Y(m)&=\sum _{n=0}^{N-1}y(n)W_{2N}^{nm}+\sum _{n=N}^{2N-1}y(n)W_{2N}^{nm}\\&=\sum _{n=0}^{N-1}y(n)W_{2N}^{nm}+\sum _{n=N}^{2N-1}x(2N-n-1)W_{2N}^{nm}\\&=\sum _{n=0}^{N-1}y(n)W_{2N}^{nm}+\sum _{n=0}^{N-1}x(n)W_{2N}^{(2N-n-1)m}\\&=\sum _{n=0}^{N-1}x(n)[W_{2N}^{nm}+W_{2N}^{-(n+1)m}],\,\,\,\,m=0,1,...,2N-1\end{aligned}}}
此時兩側同乘 {\displaystyle {\frac {1}{2}}W_{2N}^{m/2}}
可得{\displaystyle {\frac {1}{2}}W_{2N}^{m/2}Y(m)=\sum _{n=0}^{N-1}x(n)\cos {[(2n+1){\frac {m\pi }{2N}}]},\,\,\,\,\,\,m=0,1,...,N-1}
此時右式即為欲求之DCT轉換，而左式可藉由2N點數的DFT來計算，使用快速演算法的情況下，運算之時間複雜度為{\displaystyle O(NlogN)}

### 方法二[9]
第二個方法由Narasimha與Peterson在1978年提出，此方法係藉由巧妙的編排{\displaystyle y(n)}來達成，首先令
{\displaystyle y(n)=x(2n)} 並且 {\displaystyle y(N-1-n)=x(2n+1),\,\,\,\,\,\,n=0,1,...,{\frac {N}{2}}-1}
此時X(m)可化簡為
{\displaystyle X(m)=\sum _{n=0}^{N/2-1}y(n)\cos {[{\frac {(4n+1)m\pi }{2N}}]}+\sum _{n=0}^{N/2-1}y(N-n-1)\cos {[{\frac {(4n+3)m\pi }{2N}}]},\,\,\,\,\,\,\,m=0,1,...,N-1}
令第二項之{\displaystyle n}改為 {\displaystyle n'=N-1-n}，則兩式可合併為
{\displaystyle X(m)=\sum _{n=0}^{N-1}y(n)\cos {[{\frac {(4n+1)m\pi }{2N}}]},\,\,\,\,\,\,m=0,1,...,N-1}
右側為對{\displaystyle y(n)}之N點的scaled DFT
因此，{\displaystyle X(m)=Re[Z(m)]}，其中
{\displaystyle Z(m)=W_{4N}^{m}Y(m)=W_{4N}^{m}\sum _{n=0}^{N-1}y(n)W_{N}^{nm},\,\,\,\,\,\,\,m=0,1,...,N-1}
其中{\displaystyle Y(m)} 是對{\displaystyle y(n)}之N點的DFT，並且可以簡單的驗證{\displaystyle Z(m)}具有如下性質
{\displaystyle Z(N-m)=-jZ(m)^{*}}
而因{\displaystyle y(n)} 為實數輸入，
因此欲求之{\displaystyle X(m)=Re[Z(m)]} ，{\displaystyle X(N-m)=-Im[Z(m)],\,\,\,\,\,\,\,m=0,1,...,{\frac {N}{2}}}
在使用FFT快速演算法的情況下，運算之時間複雜度同樣為{\displaystyle O(NlogN)}
但此方法較方法一直接運算2N點數的DFT快上約2倍。